# Jeffrey Menzel
Jeffrey Menzel (Santa Barbara, 31 ottobre 1988) è un pallavolista statunitense, schiacciatore dei Gigantes de Carolina.

## Biografia
Figlio di Paul e Karen Menzel, nasce a Santa Barbara, in California. Ha due sorelle: Erica, ex pallavolista per la UC Santa Barbara, e Marisa. Si diploma nel 2007 alla San Marcos High School e in seguito studia sociologia alla University of California, Santa Barbara.

## Carriera

### Club
La carriera di Jeffrey Menzel inizia nel Santa Barbara, con cui gioca per ben undici anni; parallelamente gioca per quattro anni per la squadra della sua scuola, la San Marcos HS. Nel periodo tra il 2008 ed il 2011 entra a far parte della squadra di pallavolo della sua università, la UC Santa Barbara, con la quale disputa la finale della NCAA Division I del 2011 contro l'Ohio State.
Nella stagione 2011-12 inizia la carriera da professionista in Superliga de Voleibol Masculina, tra le file dell'Almería, col quale si aggiudica la Supercoppa spagnola, venendo premiato come MVP. Per la stagione successiva viene ingaggiato in Italia, dalla New Mater di Castellana Grotte. Nell'annata 2013-14 gioca col Maaseik nella Liga A belga; nelle tre annate successive invece gioca negli Emirati Arabi Uniti con l'Al-Ahli e poi con l'Al-Wasl, con nel mezzo un passaggio in Tunisia con l'Étoile du Sahel, club col quale vince la coppa nazionale.
Nel campionato 2017-18 torna a giocare in Europa, ingaggiato dall'Espadon Szczecin, club della Polska Liga Siatkówki polacca; in seguito gioca invece in Arabia Saudita, con l'Al-Hilal, e in Egitto con lo Zamalek, dove però resta solo metà annata, prima di andare a disputare la Proliga 2020 in Indonesia, difendendo i colori del Jakarta Pertamina.
Nel gennaio 2021, dopo qualche mese di inattività, torna in Polonia, firmando per la seconda parte della I liga 2020-21 con il Gwardia Wrocław. Nel campionato 2021-22 viene ingaggiato solo fino a dicembre dal Cannes, nella Ligue A francese, per sostituire l'infortunato Gabriele Nelli nel ruolo di opposto: l'anno seguente fa quindi ritorno al Jakarta Pertamina, partecipando alla Proliga 2022.
Dopo una esperienza in Bahrein con l'Al-Nasr, nel corso della Liga de Voleibol Superior Masculino 2024 viene ingaggiato dai Gigantes de Carolina.

### Nazionale
Nel 2011 partecipa con la nazionale universitaria alla XXVI Universiade e poi debutta in nazionale maggiore, vincendo la medaglia d'argento alla Coppa Panamericana. In seguito con la nazionale vince la medaglia d'oro al campionato nordamericano 2013.

## Palmarès

### Club
- Coppa di Tunisia: 1

2015-16
- Supercoppa spagnola: 1

2011

### Nazionale (competizioni minori)
- Coppa Panamericana 2011

### Premi individuali
- 2011 - Supercoppa spagnola: MVP